# نغمه شعله
«نغمه شعله» (انگلیسی: Song of the Flame) فیلمی در ژانر موزیکال به کارگردانی آلن کروسلند است که در سال ۱۹۳۰ منتشر شد.